# Список бронированных ремонтно-эвакуационных машин
БРЭМ — бронированные ремонтно-эвакуационные машины.

## Аргентина
- VCRT — на базе семейства TAM/VCTP[1]

## Великобритания
- FV219 — на базе A45
- Centurion ARV — на базе Центурион
- FV220 — на базе Конкэрор
- FV4204 — на базе Чифтен
- FV434 — на базе FV430
- M578 — на базе M110
- CRARRV — на базе Челленджер 2
- FV106 — на базе CVR(T)
- FV513 на базе Уорриор

## Германия
- Bergepanther — на базе Pz Kpfw V «Пантера»
- Bergepanzer III — на базе Pz Kpfw III
- Bergetiger[англ.] — на базе Pz Kpfw VI «Тигр»
- Бюффел (Bergepanzer Büffel) — на базе танка «Леопард 2»

## Израиль
- Накпадон — на базе танка «Центурион»

## Польша
- WZT/-2 — на базе Т-55/-55А
- WZT-3 — на базе T-72M
- WZT-4 — на базе PT-91

## СССР/Россия
- БРЭМ-1 — на базе Т-72
- БРЭМ-2 — на базе БМП-1
- БРЭМ-80У — на базе Т-80
- БРЭМ-Л — на базе БМП-3
- БРЭМ-Д — на базе БТР-Д
- БРЭМ-К — на базе БТР-80
- Т-16 — на базе Арматы
- T-54-T — на базе Т-54 / Т-55
- Вт-55 — на базе Т-55

## Сербия/Югославия
- VIU-55 Munja — на базе Т-55

## США
- M51 — на базе M103
- M578 — на базе М107 и M110
- M579 — на базе M113[2]
- M88 — на базе M60

## Франция
- DCL на базе Leclerc

## Чехословакия
- VT-34 ARV — на базе Т-34
- VT-55A ARV — на базе Т-55
- VT-72B ARV — на базе Т-72
- БРЭМ-Ч (VPV) — на базе БМП-1

## Украина
- БРЭМ-84 «Атлет» — на базе Т-84

## Япония
- Се-Ри (Se-Ri) — на базе Тип 97 «Чи-Ха»
- Тип 70 — на базе Тип 61
- Тип 78 — на базе Тип 74
- Тип 90 — на базе Тип 90
- Тип 11 — на базе Тип 10